# Tarnogród
Tarnogród ist eine Stadt sowie Sitz der gleichnamigen Stadt-und-Land-Gemeinde im Powiat Biłgorajski der Woiwodschaft Lublin in Polen.

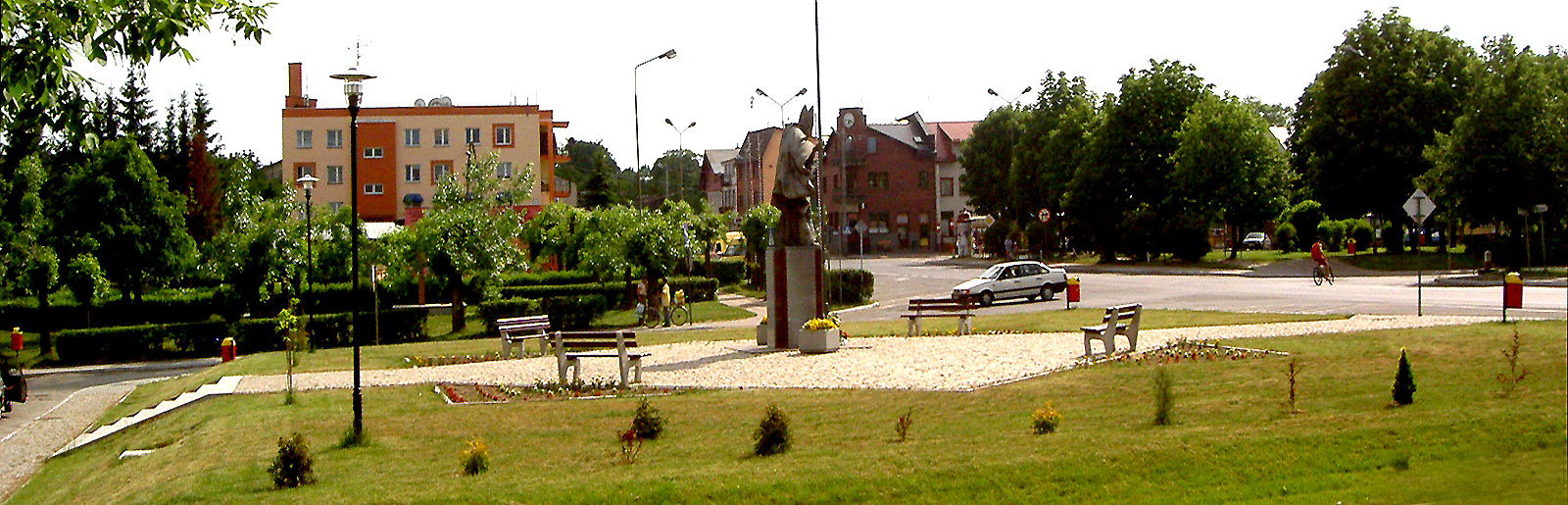
Marktplatz in Tarnogród

## Geographie
Der Ort liegt an einem linken Zufluss von Tanew im Sandomirer Becken.

## Geschichte
Die königliche Stadt wurde 1567 angelegt, ab 1588 eine private Stadt im Zamośćer Familienfideikommiss im Przemyśler Land der Woiwodschaft Ruthenien. Bei der Ersten Teilung Polens kam Tarnogród 1772 zum neuen Königreich Galizien und Lodomerien des habsburgischen Kaiserreichs (ab 1804). Ab 1783 eine Stadt im Zamoscer Kreis. Er wurde am 14. Oktober 1809 als der einzige Kreis der Ersten Teilung Polens an das Herzogtum Warschau abgetreten. Die neue staatliche Grenze lag 3 km westlich von Tarnogród. Ab 1815 gehörte sie Kongresspolen, als Sitz eines Powiats im Département Lublin. Die Stadt wurde von Polen, Ruthenen bzw. Ukrainern und Juden bewohnt. Ab 1866 lag sie im Powiat Biłgoraj. 1870 wurde Tarnogród zur osada degradiert, ab 1915 wieder eine Stadt. 1918, nach dem Ende des Ersten Weltkriegs kam Tarnogród zu Polen. Im Zweiten Weltkrieg gehörte es zum Distrikt Lublin im Generalgouvernement. Von 1975 bis 1998 gehörte die Stadt zur Woiwodschaft Zamość.

### Der Zweite Weltkrieg

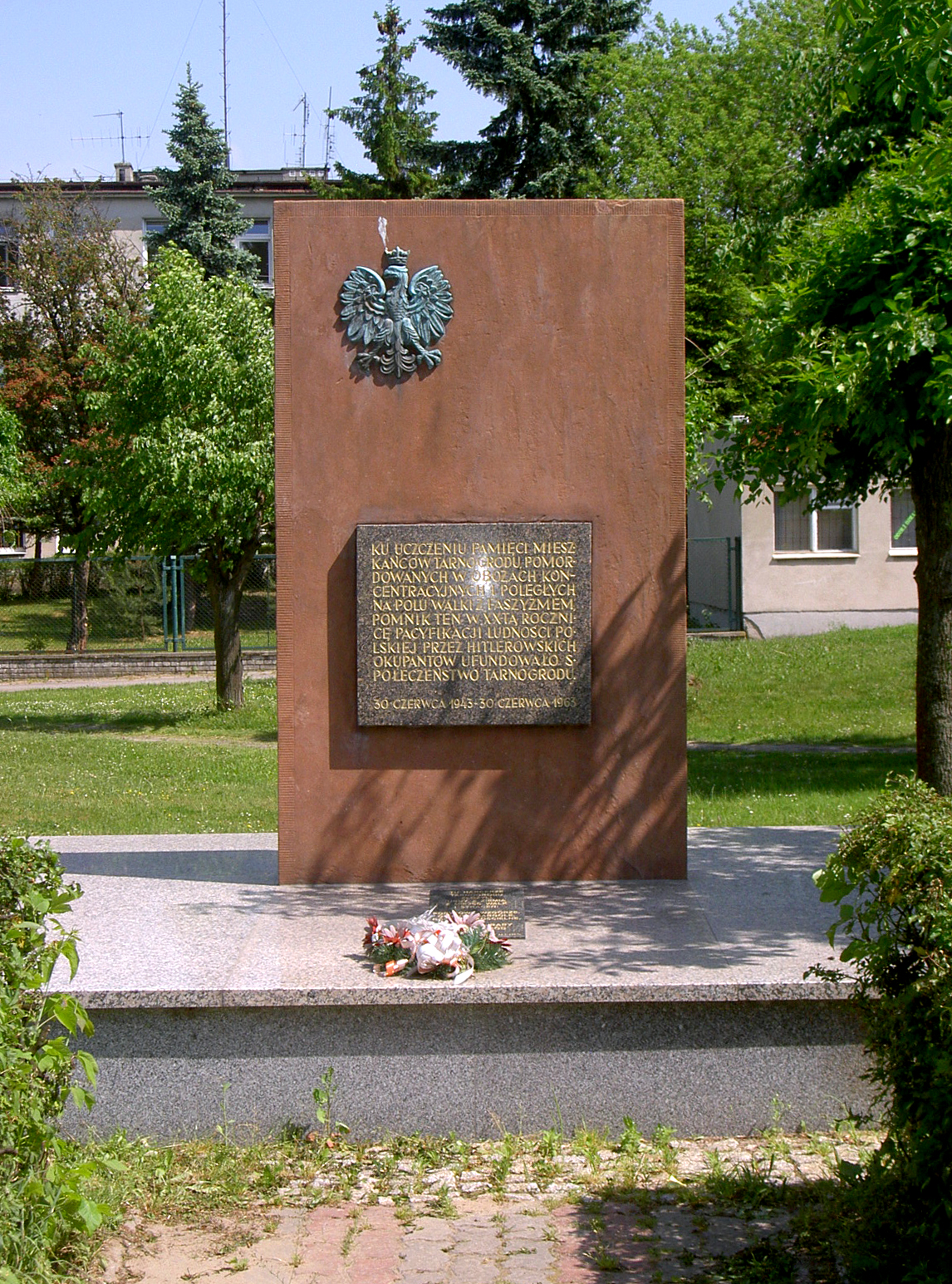
Denkmal auf dem Marktplatz zu Ehren der in Konzentrationslagern Ermordeten und auf dem Schlachtfeld gegen den Faschismus Gefallenen

Zwei Wochen nach dem Überfall auf Polen erreichte die Wehrmacht die Stadt um am 16. September einen Teil in Brand zu setzen, unter anderem das Gemeindehaus und jüdische Häuser. Am 26. Oktober wurde Tarnogród ins Distrikt Lublin im Generalgouvernement eingegliedert. Bereits zu Beginn der Besetzung bildeten sich verschiedene Gruppen der Untergrundaktion Tarnogród. Die Heimatarmee erwies sich als die stärkste politische Ausrichtung.

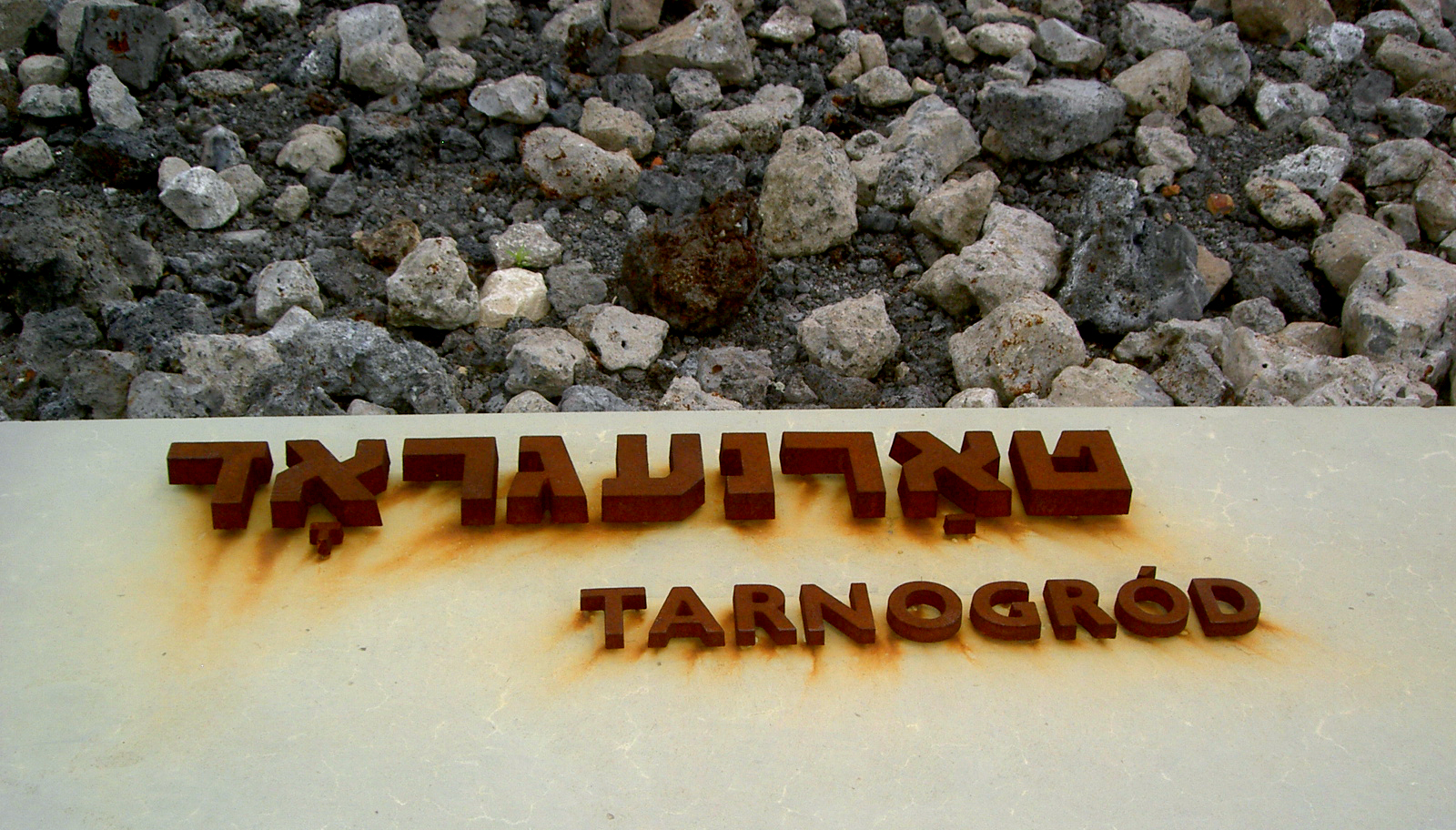
Eine Tafel im Museum in Bełżec zum Gedenken an die 1943 hingerichteten Tarnóweeinwohner

Nachdem die Gestapo die Regierung übernommen hatte, begann die Massenverfolgung der Juden. Ab dem 1. November 1942 kam es tzu einer Reihe von Massakern, Hinrichtungen und Deportationen in nationalsozialistische Konzentrationslager; mehr als 1000 Juden wurden hingerichtet. Wie auch in anderen Städten und Dörfern Osteuropas verwüstete der deutschen Besatzer – dem Plan die Juden und ihre Kultur zu vernichten folgend – den jüdischen Friedhof, dessen Geschichte bis ins 1588 zurückging. Um die Region Zamość zu kolonisieren, führten die deutschen Besetzungskräfte 1943 zahlreiche Umsiedlungen von Polen zur Zwangsarbeit durch. Wegen Misserfolgen an der Ostfront entschieden sich die Deutschen zur Deportation anstatt sofortigen Mordes. Am 30. Juni 1943 wurden etwa 1000 Einwohner aus Tarnogród umgesiedelt, hauptsächlich nach Bełżec und Majdanek, in Durchgangslager in Zwierzyniec und Zamość und nach Deutschland.
Ein vollständiger Abzug der Deutschen erfolgte am 21. Juli 1944 unter dem Druck polnischer und sowjetischer Truppen. Er endete mit einer deutschen Vergeltung und einer Bombardierung von Tarnogród am 22. Juli 1944, bei der etwa ein Dutzend Menschen ums Leben kamen.
Der Gesamtverlust an Bevölkerung beträgt etwa 2650, darunter 2600 Polen jüdischer (1600 in Tarnogród getötet und 1000 in Lager geschickt) und 50 Polen nichtjüdischer Herkunft. Um an die tragischen Momente in der Geschichte von Tarnogród zu erinnern wurde 1963 auf dem Marktplatz ein Denkmal Zu Ehren der in Konzentrationslagern Ermordeten und auf dem Schlachtfeld gegen den Faschismus Gefallenen errichtet.

## Gemeinde
Zur Stadt-und-Land-Gemeinde gehören neben der Stadt Tarnogród weitere Ortschaften mit Schulzenämtern.

## Sehenswürdigkeiten

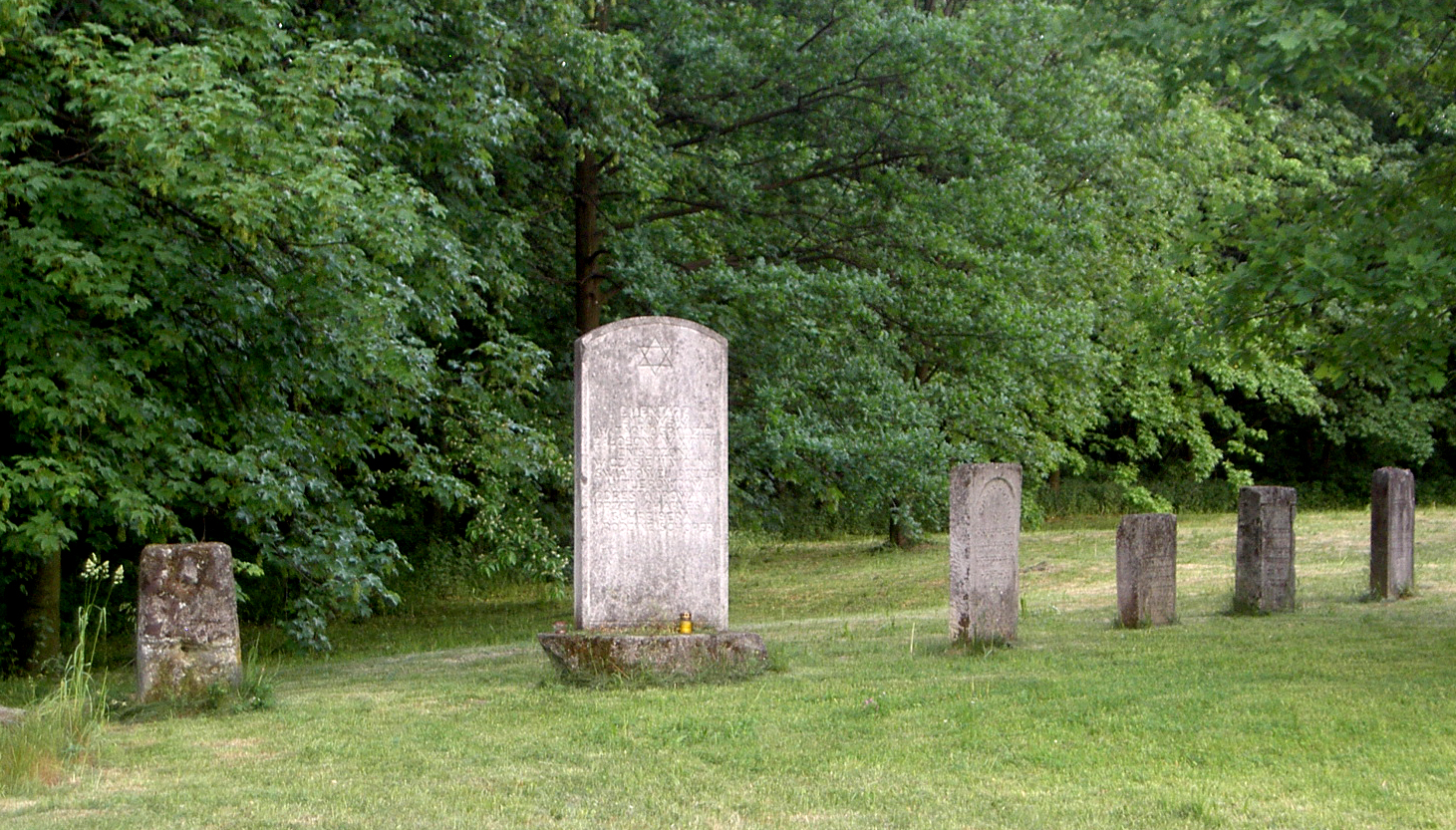
Jüdischer Friedhof in Tarnogród, Mai 2007

- Die von 1686 stammende Synagoge, heute Kulturzentrum und Bibliothek
- Der jüdische Friedhof in der Różanieckie Vorstadt, der von 17. Jahrhundert bis 1942 benutzt und  1986 renovieren wurde.

## Persönlichkeiten
- Chaim Halberstam (1793–1876), chassidischer Rabbiner
- Dorota Gruca (* 1970), polnische Langstreckenläuferin
- Stanisław Żmijan (* 1956), polnischer Politiker (PO).
- Dariusz Pender (* 1974), Rollstuhlfechter